# پرتقال‌پیچ‌ها
پرتقال‌پیچ‌ها (نام علمی: Toddalia) نام یک سرده از زیرخانواده پرتقال‌پیچیان است.